# Erdőkertes, Pesta
Erdőkertes  este un sat în districtul Gödöllő, județul Pesta, Ungaria, având o populație de 7.180 de locuitori (2011). 

## Demografie
Componența etnică a satului Erdőkertes
     Maghiari (94,39%)
     Romi (2,54%)
     Necunoscut (1,08%)
     Alții (1,99%)
Componența confesională a satului Erdőkertes
     Romano-catolici (27,59%)
     Fără religie (24,85%)
     Reformați (13,65%)
     Atei (2,1%)
     Luterani (1,82%)
     Greco-catolici (1,1%)
     Necunoscută (28,77%)
     Alte religii (3,3%)
Conform recensământului din 2011, satul Erdőkertes avea 7.180 de locuitori. Din punct de vedere etnic, majoritatea locuitorilor (94,39%) erau maghiari, cu o minoritate de romi (2,54%). Apartenența etnică nu este cunoscută în cazul a 1,08% din locuitori. Nu există o religie majoritară, locuitorii fiind romano-catolici (27,59%), persoane fără religie (24,85%), reformați (13,65%), atei (2,1%), luterani (1,82%) și greco-catolici (1,1%). Pentru 28,77% din locuitori nu este cunoscută apartenența confesională.